# Demetrio II d'India
Demetrio II (latino: Demetrius; fl. II secolo a.C.) fu brevemente sovrano del regno greco-battriano.
Poco si conosce di lui, e gli storici sono divisi sul periodo in cui avrebbe regnato; i primi storici, come Tarn e Narain, ritenevano che fosse un figlio e un re vassallo di Demetrio I, ma questa ricostruzione è oggi abbandonata.
Osmund Bopearachchi ha suggerito che abbia regnato in Battria e Arachosia tra il 175 e il 170 a.C., ma questa ricostruzione è stata messa in dubbio da autori successivi. R.C. Senior preferisce il periodo 175–140 a.C., ed è sostenuto in questo da L.M. Wilson, il quale deduce da indizi numismatici e dalla somiglianza dei ritratti che Demetrio II fosse parente di Eucratide I; la datazione più tarda è ricavata dalla circostanza che nessuna moneta di Demetrio II è stata trovata nelle rovine di Ai-Khanum, verosimilmente distrutta durante il regno di Eucratide.
Demetrio II coniò solo monete in argento e per lo più tetradracme, cosa che rende la sua monetazione caratteristica degli ultimi sovrani battriani. Il dritto mostra un ritratto del sovrano con diadema, al rovescio Pallade Atena in piedi che regge una lancia; caratteristica l'assenza di un epiteto, utilizzato frequentemente dai sovrani suoi contemporanei. Sebbene i suoi tratti differiscano tra le varie emissioni, il suo ritratto è generalmente quello di un giovane uomo. Molte monete hanno una pessima centratura e hanno caratteristiche molto crude; ciò suggerisce che Demetrio si sia avvalso di diverse zecche temporanee.

## «Demetrio, re degli Indiani»
Esiste un singolo riferimento storiografico a un Demetrio sovrano contemporaneo di Eucratide I, e si tratta di un problema complicato per gli storici.
Lo storico romano Marco Giuniano Giustino cita un «Demetrio, re degli Indiani», ma lo descrive come un nemico di Eucratide. Il Demetrio di Giustino assediò con un esercito di 60.000 uomini una guarnigione di Eucratide di 300 soldati, ma, in base ad un racconto probabilmente esagerato, fu comunque sconfitto. Questo episodio è collocato verso la fine del regno di Eucratide, ponendo dunque la morte del Demetrio di Eucratide intorno al 150 a.C. Il Demetrio di Giustino potrebbe essere stato un parente del sovrano indiano Apollodoto I, o un principe fuggitivo della dinastia di Eutidemo.
Il problema della citazione di Giustino è che il suo Demetrio mal si riconcilia con le prove numismatiche, e gli storici sono divisi sul modo di interpretare le varie coniazioni a nome di Demetrio. Osmund Bopearachchi ha distinto tre sovrani di nome Demetrio: Demetrio I, che regnò tra il 200 e il 185 a.C., dunque ben prima dell'ascesa al trono di Eucratide, e Demetrio III, sovrano indiano che avrebbe regnato molto più tardi, intorno al 100 a.C.; rimane dunque Demetrio II, che Bopearachchi propone di datare al 170 a.C. circa. Malgrado la citazione di Giustino collochi il Demetrio «re degli Indiani» molto dopo, Bopearachchi continua ad identificarlo con Demetrio II, che però non coniò monete con legende indiane e dunque probabilmente non regnò in India.